# Ludwisarnia Carl Voss & Sohn
Carl Voss & Sohn – zakład ludwisarski i metalurgiczny funkcjonujący w latach 1829–1929 w Szczecinie oraz 1929–1950 w Hennickendorfie.

## Historia zakładu
Początki zakładu sięgają 1 września 1829, kiedy to Carl Fredrich Wilhelm Voss (ur. 12 stycznia 1805 w Szczecinie, zm. 8 września 1879 tamże) podejmuje decyzje o założeniu ludwisarni i fabryki wyrobów metalowych przy dawnej Breite Strasse (ob. ul. Stefana Wyszyńskiego). Głównymi specjalizacjami tego zakładu była produkcja gaśnic, wyposażenia okrętowego z elementów brązowych, oraz wyrobów metalowych do użytku domowego i komercjalnego. Na początku działalności Carl Voss odlewał jeden dzwon rocznie, wzrost produkcji nastąpił dopiero po zamknięciu szczecińskiej ludwisarni Braci Schwennów. Z powodu dalszego rozwoju odlewni, Carl postanowił wybudować nowy zakład na am Longengarten (ob. ul. Swarożyca), wówczas przy Breite Strasse produkowano jedynie mniejsze dzwony i odlewy. W roku 1862 odlano dzwon o wadze 6567 kg przeznaczony dla kościoła Mariackiego w Prenzlau. Voss produkował również mniejsze dzwony dla okrętów Cesarskiej Marynarki Wojennej oraz dla użytku kolejowego. 

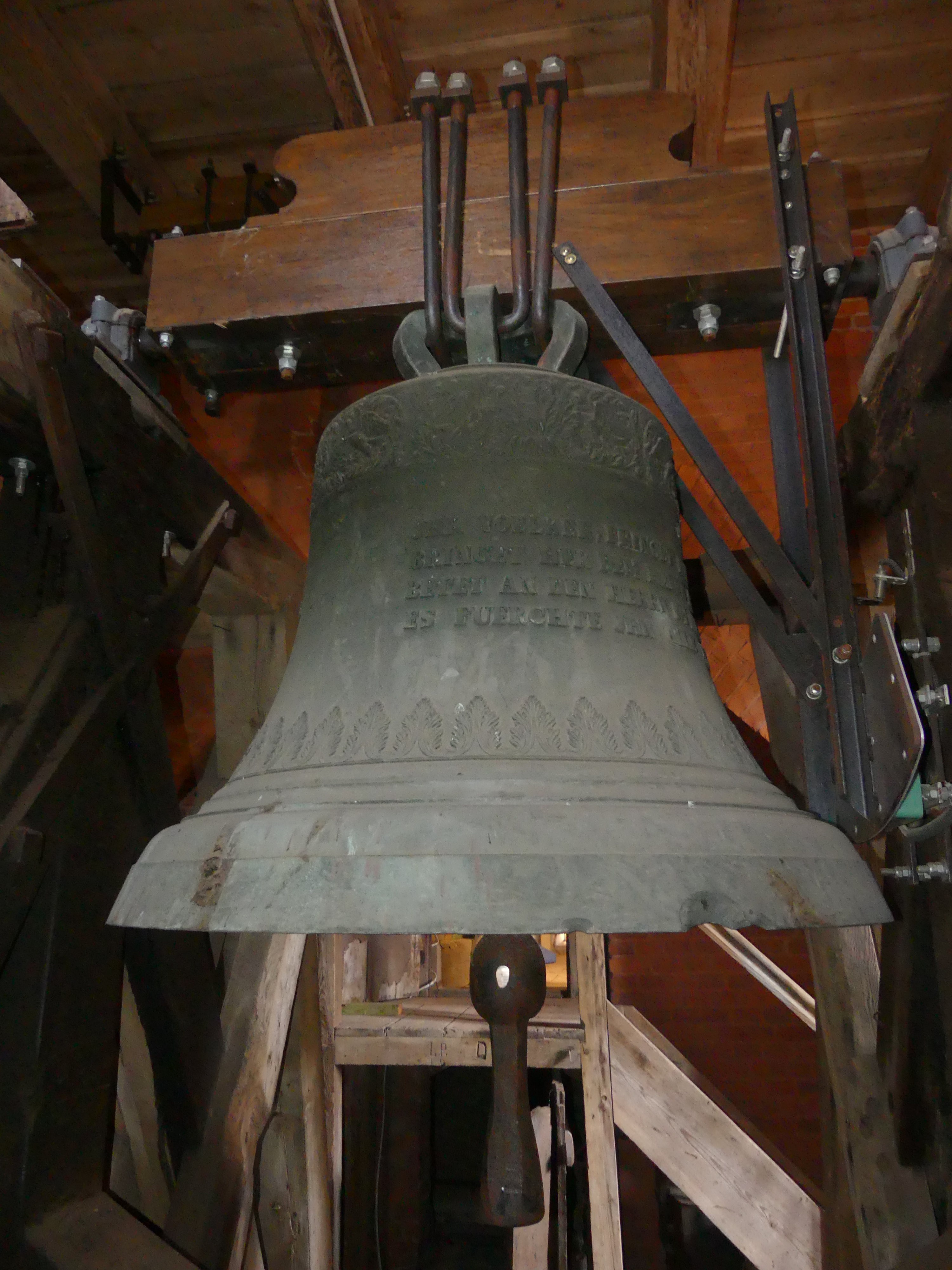
Duży dzwon Konkatedry św. Jana Chrzciciela w Kamieniu Pomorskim autorstwa Carla Vossa z 1848 roku

W 1874 do zakładu dołączył syn Carla, Ernest (ur. w grudniu 1852 w Szczecinie, zm. 14. lutego 1915 tamże). W ramach rozwoju gospodarczego Ernest rozbudował fabrykę zatrudniając wówczas 50 pracowników, stary budynek odlewni na am Longengarten zburzono i w jego miejscu wybudowano trzypiętrową kamienicę oraz dużą halę produkcyjną (zakład został zniszczony podczas II wojny światowej w wyniku bombardowań). Ernest Voss wyprodukował ponad 300 dzwonów okrętowych, w tym 160 dla Royal Navy. Produkcja obejmowała również gaśnice, świeczniki kościelne oraz inne przedmioty sakralne. Firma otrzymała kilka medali na Światowej Wystawie w 1879 w Sydney za trzy dzwony przeznaczone dla kościoła w Adelaide. Firma stała się poważnym konkurentem na rynku ludwisarskim w Niemczech. Zamówienia na dzwony głównie zdobywano z terenów Pomorza Zachodniego, Brandenburgii a także z Berlina. Do 1912 roku dostarczono 65 dzwonów na prawie wszystkie kontynenty. Ernst odlał także 90 dzwonów dla polskich handlarzy dzwonami z okolic Poznania. Największym dzwonem odlanym przez Ernesta był wielki dzwon kościoła zamkowego w Szczecinie o wadze 6604 kg. Największym zachowanym dzwonem jego autorstwa jest wielki dzwon kościoła Mariackiego w Barth ważący 2932 kg, o tonie a0. W latach 1879-1915 zakład odlał 1400 dzwonów.

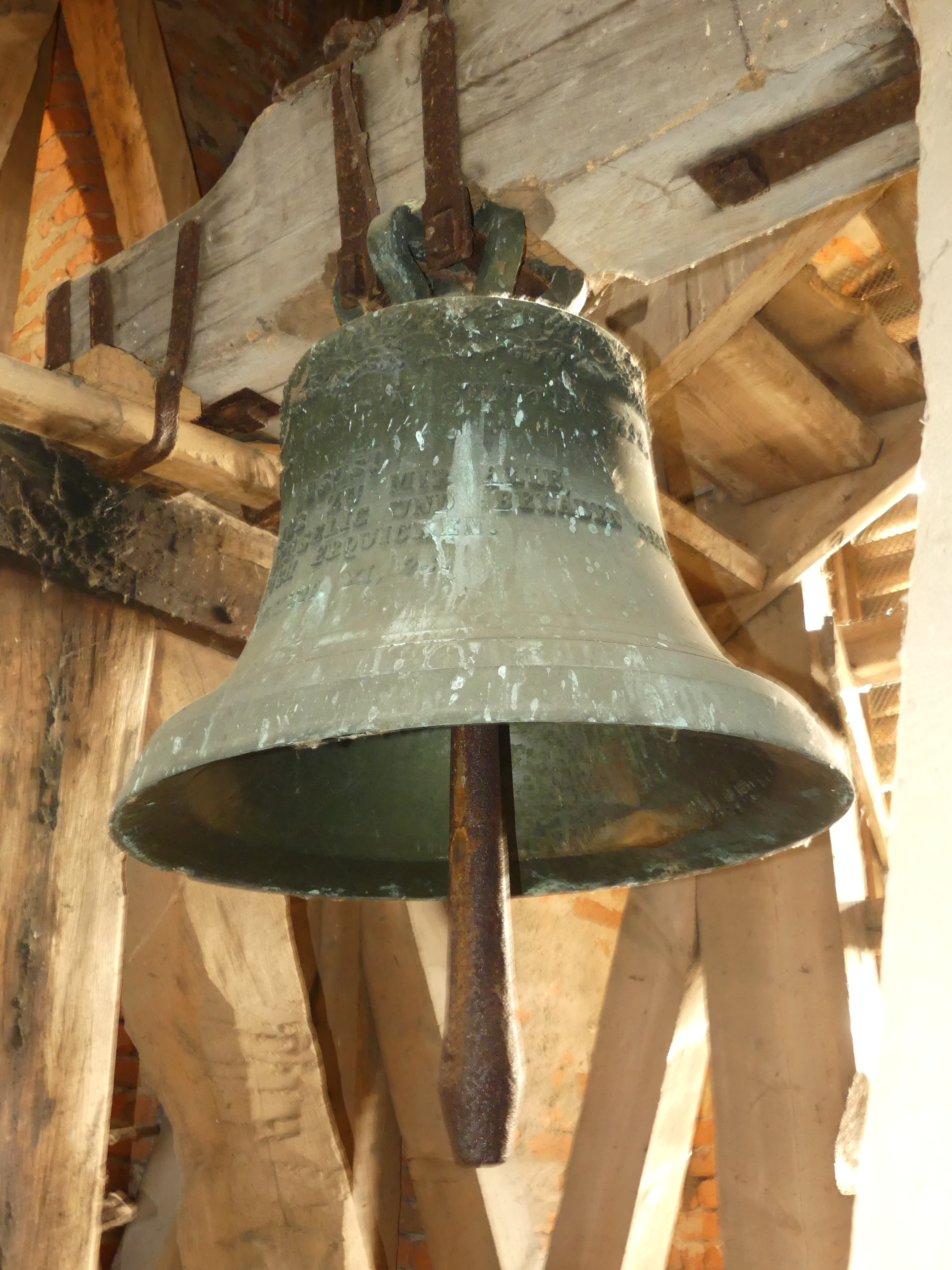
Dzwon z Smolęcina ob. w Kościele Świętej Trójcy w Kołbaskowie

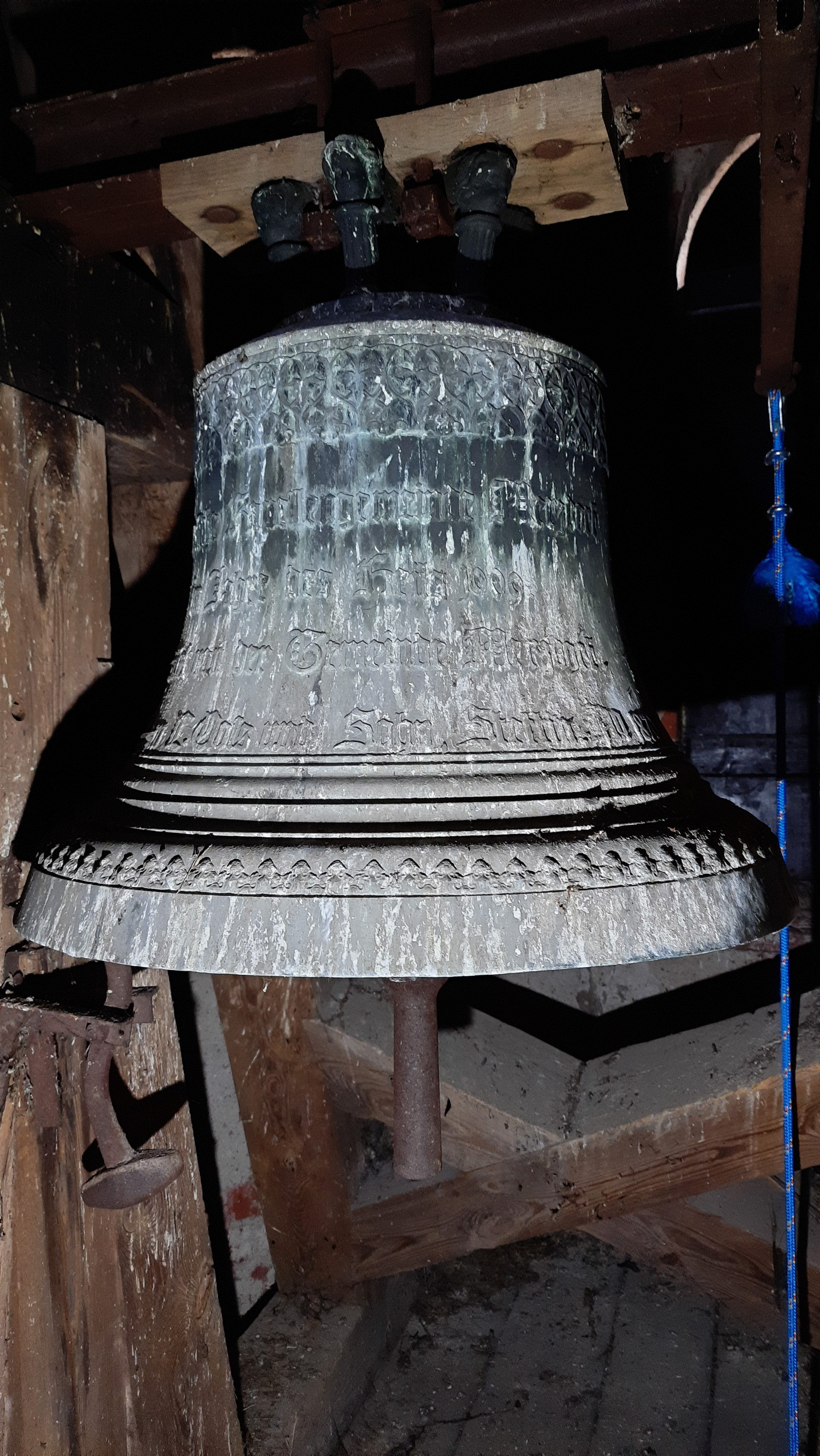
Dzwon z kościoła w Lubinicku z 1909 roku

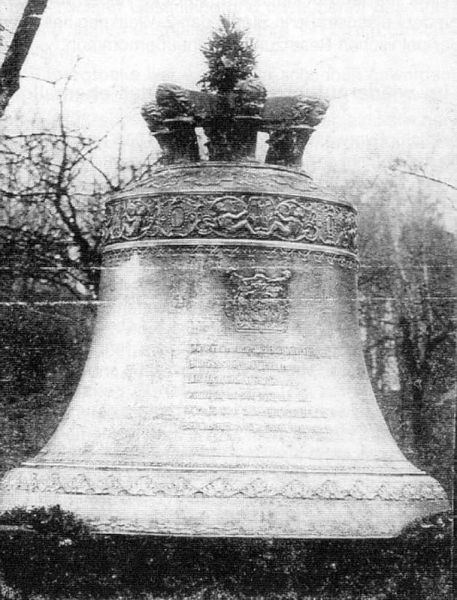
Wielki dzwon kościoła zamkowego w Szczecinie

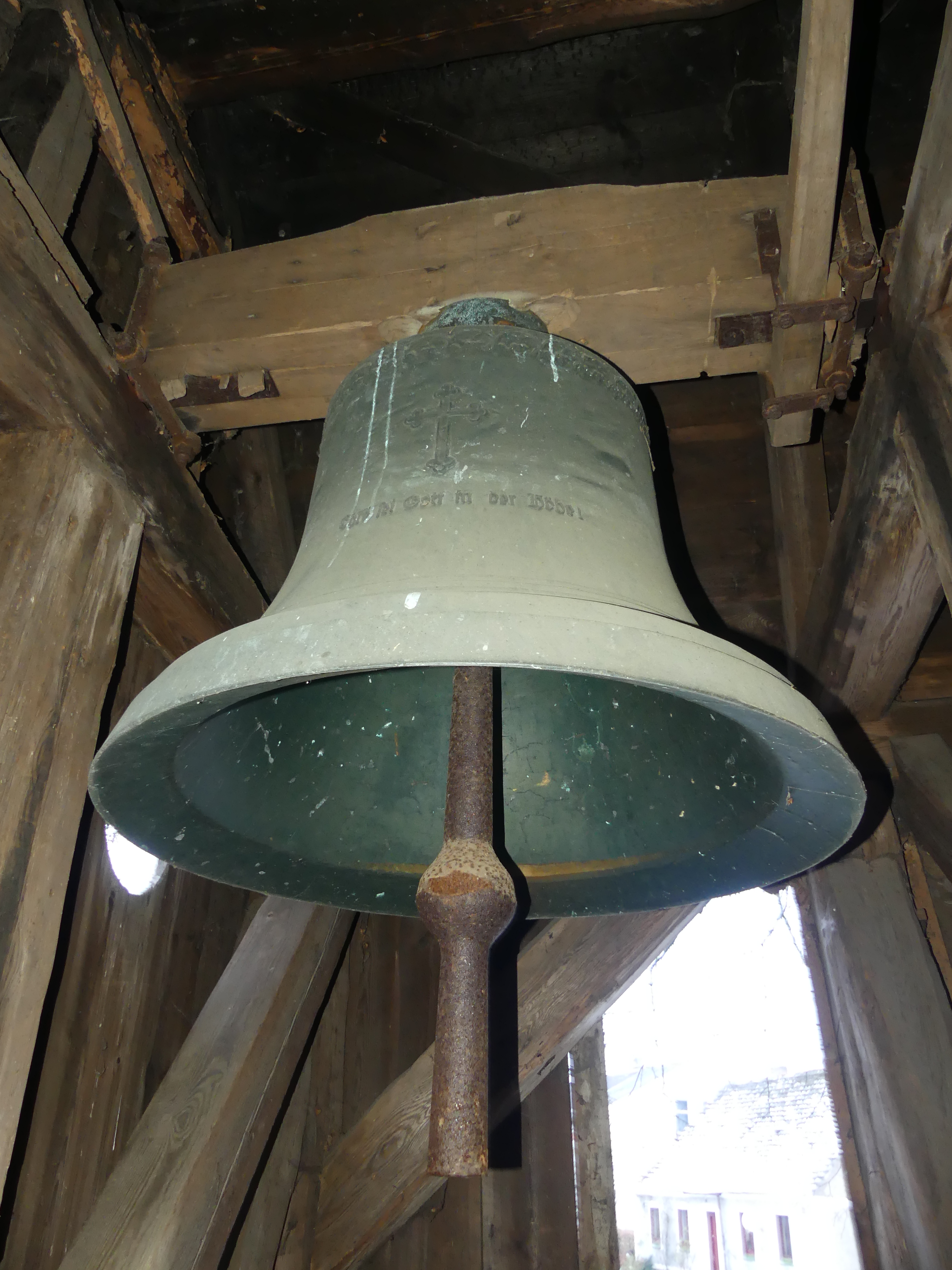
Dzwon kościoła w Kicku z 1924 roku

Erich Voss (ur. 28 października 1881 w Szczecinie, zm. 25 listopada 1955 w Hennickendorfie) był najstarszym synem Ernesta. Po śmierci ojca w 1915 roku przejął zakład. W czasach międzywojennych musiał się zmagać z trudnościami finansowymi i materialnymi. Mimo problemów ekonomicznych do 1929 roku w Szczecinie odlano 500 dzwonów, produkcję zakończono dzwonem nr 3418. Kryzys w stoczni Szczecińskiej zmusił Ericha do poszukiwań nowej lokalizacji dla swojej firmy. W 1929 roku przeniósł zakład do miejscowości Hennickendorf w pobliżu Berlina, zyskując przy tym nowych klientów. W 1934 roku nazwa firmy została zmieniona na Markische Glockengiesserei, Hennickendorf bei Berlin. Do 1939 roku roczna produkcja wynosiła około 20 dzwonów, po drugiej wojnie światowej liczba wynosiła 10 dzwonów. Po 1945 Erich zmagał się z niedoborem brązu, w zamian stosował on biały brąz oraz cynk. W 1950 roku zakład został zamknięty wskutek sprawy karnej o charakterze gospodarczym przed sądem NRD, Erich trafił do zakładu karnego na dwa lata. Zakończyło to ponad pięciowiekową historię szczecińskiego ludwisarstwa.

## Niektóre zachowane dzwony
- Dzwon w kościele Najświętszej Maryi Panny Wspomożycielki Wiernych w Będargowie (1833)[2]Dzwon kościoła w Brojcach (1924)

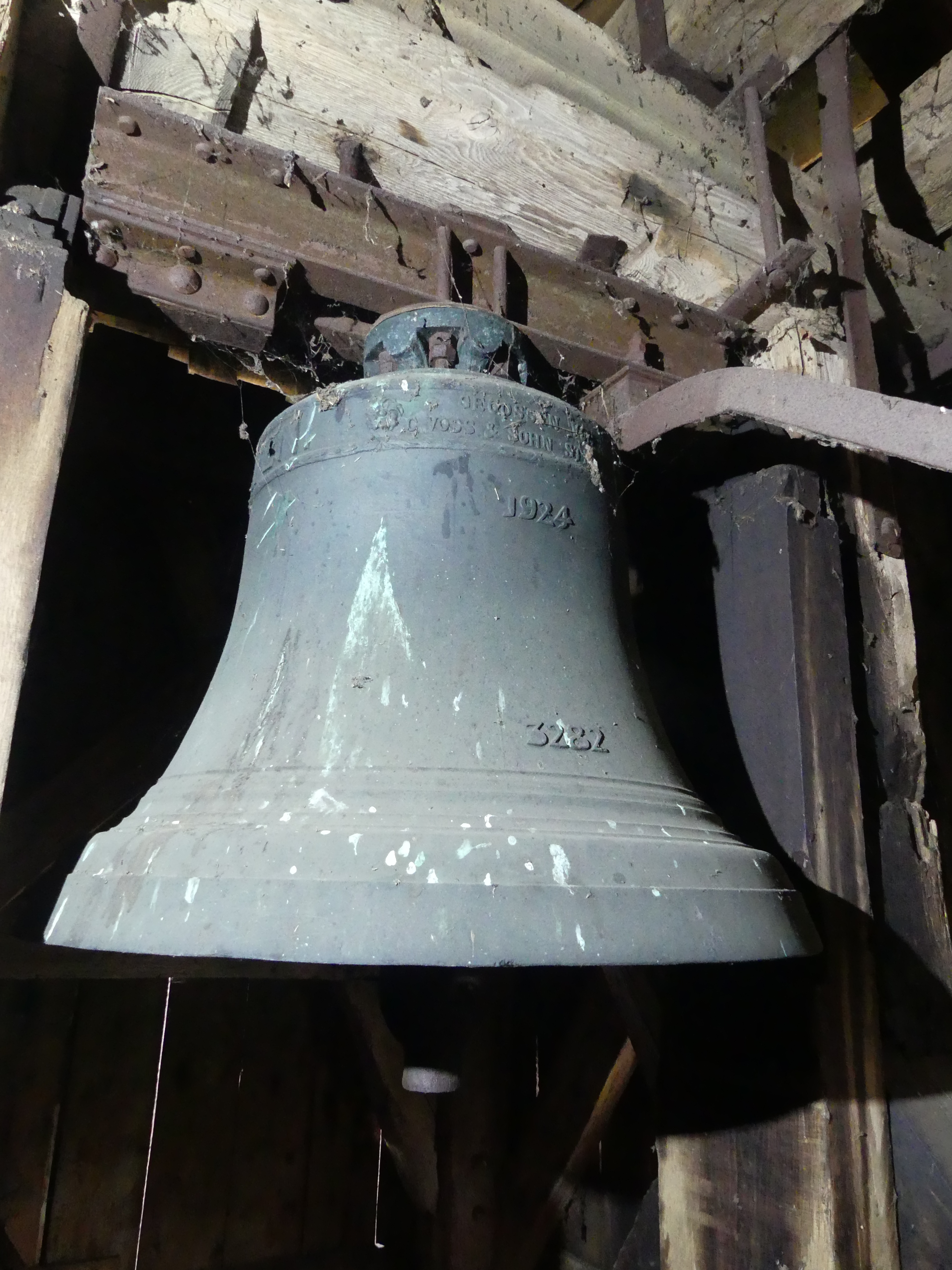
Dzwon kościoła w Brojcach (1924)

- Dzwon w kościele w Rieth (Luckow) (1835)[1]
- Dzwon w konkatedrze św. Jana Chrzciciela w Kamieniu Pomorskim (1848)[3]
- Dzwon z kościoła w Smolęcinie, ob. w kościele Świętej Trójcy w Kołbaskowie (1854)[4]
- Dzwon w kościele Matki Bożej Królowej Świata w Dobrej (1862)[1]
- Dzwon w kościele w Parlowie (1863)[1]
- Dzwon w kościele w Berlinie-Lichtenrade (1867)[5]
- Dzwon w kościele w Trampe (1868)[1]
- Dzwon w kościele Wniebowzięcia Najświętszej Maryi Panny w Pilchowie (1872)[1]
- Dzwon w kościele w Wansdorfie (1872)[1]
- Dzwon w kościele w Eberswalde-Finow (1875)[1]
- Dzwon w kościele w Segeletz (1878)[1]
- Dzwon w kościele św. Rodziny w Szczecinie (1878)[6]
- Trzy dzwony w kościele w Lubiechowie Górnym (1882)[7]
- Dzwon w kościele w Tempelfelde (1886)[8]
- Dzwon w kościele w Morgenitz (1898)[1]
- Dzwon w kościele w Jatznick-Blumenhagen (1890)[9]
- Dzwon w kościele w Rothenklempenowie (1890)[10]
- Dzwon w kościele w Lubinicku (1909)[11]
- Dzwon w kościele Mariackim w Barth (1911)[1]
- Dzwon w kościele w Klandorfie (1914)[1]
- Dzwon w kościele w Kicku (1924)[12]
- Dzwon w kościele Najświętszego Serca Pana Jezusa w Brojcach (1924)[13]
- Dzwon w kościele w Polßen (1925)[1]
- Dzwon w kościele św. Antoniego z Padwy w Szczecinie (1925)[14]
- Dzwon w kościele Matki Boskiej Szkaplerznej w Wołczkowie (1925)[15]
- Dzwon w kościele w Zerpenschleuse (1925)[1]
- Dzwon w kościele Świętej Trójcy w Szczecinie (Krzekowo) (1936)[16]
- Dwa dzwony w kościele w Berlinie-Lichtenrade (1936)[17]
- Dzwon w kościele Najświętszego Zbawiciela w Szczecinie (1937)[18]
- Cztery dzwony w kościele Mariackim w Strasburgu (1948)[1]